# Mario Tomić
Mario Tomić (* 22. Juni 1988 in Zagreb) ist ein kroatisch-katarischer Handballspieler.
Er spielte in Kroatien für RK Medveščak Zagreb und RK Siscia, in Katar für al-Sadd Sports Club und Lekhwia, von 2017 bis 2024 in Kroatien für RK Nexe Našice und seit 2024 für al-Arabi.
Mit der katarischen Nationalmannschaft gewann er die Asienmeisterschaften 2020 und 2024. Bis Januar 2025 bestritt er 28 Länderspiele, in denen er 34 Tore erzielte.